# IWI Tavor TAR-21
IWI Tavor TAR-21 (skraćeno IWI Tavor, TAR-21 ili Tavor) je izraelska jurišna puška bullpup dizajna koja koristi streljivo kalibra 5.56x45mm NATO. Naziv TAR-21 znači "Tavor Assault Rifle - 21st Century" (hrv. Tavor Automatska Puška - 21. stoljeće), jer je puška ušla u uporabu 2001. godine, odnosno prvom godinom 21. stoljeća.
IMI Tavor je službena puška izraelskih vojnih brigada smještenih u Givati (od kolovoza 2006.) i Golanskoj visoravni (od kolovoza 2008.) dok ju brigada Nahal koristi od 2010. godine. Model MTAR-21 (Micro Tavor) je nedavno odabran kao buduća automatska puška izraelskih obrambenih snaga te će unutar nekoliko godina postati standardno oružje izraelskog pješaštva.

## Dizajn
TAR-21 koristi bullpup dizajn viđen na francuskom FAMAS-u, britanskom SA80, austrijskom Steyr AUG-u i kineskom QBZ-95. IMI Tavor ima duljinu identičnu karabinu, dok mu je brzina identična onima iz automatske puške. Bullpup dizajn se koristi kako bi se smanjila silueta vojnika i kako bi se povećala učinkovitost tijekom borbe na uglovima u urbanom ratovanju.
Puška je dizajnerski oblikovana da se može rekonfigurirati kako bi ju što lakše koristio ljevoruki ili desnoruki vojnik.
IMI Tavor je kreirao dizajner Zalmen Shebs s izričitim ciljem stvaranja oružja koje će biti pogodnije za urbano ratovanje nego M4 karabin. Izraelska puška se temelji na naprednoj ergonomiji i uporabi kompozitnih materijala kako bi se proizvela pouzdana i za uporabu udobna puška. Oružje je otporno na vodu i visoku temperaturu te je lagano. Ima ugrađen laser i "red dot" ciljnik, što je jedno od prednosti oružja jer se nemora dodatno montirati. Osim toga, na pušku je moguće postaviti dodatnu noćnu optiku i elektroničke uređaje te američki bacač granata M203.
TAR-21 koristi standardne STANAG okvire a mogućnosti paljbe su polu i potpuno automatske te burst mod.

## Inačice
IWI (Israel Weapon Industries)  Tavor TAR-21 dolazi u različitim inačicama:
- TAR-21 - standardna inačica za višenamjensko pješaštvo.
  - GTAR-21 - standardna inačica sa zarezanom cijevi zbog mogućnosti da se na nju montira 40 mm bacač granata M203.
- CTAR-21 - inačica s kompaktnom kratkom cijevi namijenjena komandosima i specijalnim postrojbama.
- STAR-21 - marksman inačica s preklopnim dvonošcem ispod cijevi i Trijicon ACOG 4x optikom.
- MTAR-21 (Micro Tavor, X-95, Tavor-2) - ekstremno kompaktno oružje koje je dizajnirano posebno za specijalne postrojbe kao i vojno osoblje koje uobičajeno ne koristi duge automatske puške. Micro Tavor se jednostavno može konvertirati iz 5,56 mm jurišne puške u 9 mm automat koristeći okvire kapaciteta 20, 25 i 32 metka. Na oružje se može ugraditi supresor zvuka te je dio 9 mm konverzije. Trenutno je u fazi razvoja ugradnja bacača granata na oružje. U studenom 2009. Micro Tavor je odabran kao buduće standardno oružje pješaštva izraelskih obrambenih snaga.[3]
  - Zittara - MTAR-21 Micro Tavor inačica koja se licencno proizvodi u Indiji a modificirana je za uporabu streljiva kalibra 5.56x30mm MINSAS (koristi ga INSAS).
- Tavor karabin (TC-21) - poluautomatska inačica koja je namijenjena civilnom tržištu kao i patrolnoj policiji Izraela te agencijama za provedbu zakona u kojima se potpuno automatsko oružje izdaje samo SWAT jedinicama. Tavor karabin je prvi puta predstavljen na SHOT Showu 2002. godine gdje su tvrtke IMI i Barrett Firearms Company dogovorile suradnju o proizvodnji ovog oružja u civilnim i vojnim inačicama za tržište SAD-a.[4] Ugovor je dogovoren jer njime IMI ima osigurano tržište u Sjedinjenim Državama, dok će Izrael dobiveni novac iz američke vojne pomoći potrošiti na kupnju američke vojne opreme. U konačnici, takav ugovor između IMI-ja i Barretta nikad nije finaliziran, tako da se Tavor karabin nije proizvodio u SAD-u. Od 2008. godine ova verzija je dostupna na kanadskom civilnom tržištu.[5] Kanadska inačica dolazi s Mepro refleksnom optikom i nešto dužom cijevi (zbog kanadskih zakona po kojima poluautomatske puške moraju imati cijev s najmanjom dužinom od 185 mm).

## Korisnici

### Izraelska vojna uporaba
Nakon početnog testiranja kojeg su provele pješačke jedinice izraelskih obrambenih snaga, TAR-21 je distribuiran pripadnicima brigade u Givati u kolovozu 2001. Vojnici iz te brigade najprije su u studenom 2001. počeli upotrebljavati tu pušku za potrebe osnovne obuke. Početni rezultati bili su veoma dobri - utvrđeno je da je TAR-21 precizniji i pouzdaniji (kao i komforniji za uporabu) nego američki M4 karabin. Ti zaključci su doneseni tijekom opsežnog terenskog ispitivanja. Prvotni su se problemi javljali ako je IMI Tavor bio u finom pijesku ali je zbog brojnih prilagodbi koje su na njemu izvršene taj problem uklonjen. Brigada u Givati počela je TAR-21 rabiti kao standardno naoružanje u kolovozu 2006. a brigada u Golanskoj visoravni u kolovozu 2008. Vojnici iz brigada Givati i Golanske visoravni izjavili su da puška funkcionira besprijekorno.
Osim tih brigada, ovu pušku koriste i neke specijalne postrojbe izraelskih obrambenih snaga. Brigada smještenu u Nahalu je trenutačno u fazi prebacivanja IMI Tavora kao standardnog naoružanja, kao dio dugoročnog procesa izraelskih obrambenih snaga koje namjeravaju s tom puškom opremiti svoje kopnene snage. Pripadnici Caracal bataljuna su se tijekom 2009. godine također počeli opremati s IMI Tavorom. Budući da je riječ o muško-ženskom bataljunu, ovo je bio prvi primjer da su žene vojnici iz izraelskih obrambenih snaga počele koristiti TAR-21.
Općenito, među sadašnjim korisnicima IMI Tavora u izraelskoj vojsci nije bilo problema zbog prelaska na novo oružje jer su svi prošli kroz osnovnu i naprednu obuku u vojnoj bazi od brigade Givati koja je već iskusna u korištenju Tavora.
U studenom 2009. je najavljeno da će inačica Micro Tavor (MTAR-21) za razliku od TAR-21 postati standardno oružje pješaštva izraelskih obrambenih snaga zajedno s bacačem granata.

### Strani korisnici
- Azerbajdžan: u kolovozu 2008. kupljena je nepoznata količina TAR-21 pušaka za potrebe specijalnih snaga azerbajdžanske vojske.[7]
- Brazil: lokalna industrija oružja Taurus proizvodi IMI Tavor na temelju licence za potrebe brazilskih oružanih snaga i domaćeg tržišta vatrenim oružjem.[8]
- Čad: u službi čadskih oružanih snaga od 2006. godine.[9]
- Etiopija: tjelohranitelji etiopskog premijera su viđeni s TAR-21 puškama.[10][11]
- Filipini: filipinski marinci koriste malu količinu TAR-21.[12] Filipinska agencija za suzbijanje droga koristi 120 komada inačice CTAR-21[13] kao i jedinica filipinske policije koja djeluje na čamcima.[14]
- Gruzija: 2006. godine gruzijska vojska je potpisala ugovor vrijedan 65 milijuna USD o kupnji oko 7.000 TAR-21 jurišnih pušaka (uključujući različite inačice i bacače granate). Gruzijska vojska danas koristi sve inačice IMI Tavor TAR-21 puške.[15]
- Gvatemala: Gvatemalska policija (špa. Policia Nacional Civil) koristi TAR-21 za obavljanje rutinskih i nekih specijalnih operacija.[16]
- Honduras: TAR-21 koriste specijalne snage honduraške vojske.[17]
- Indija: krajem 2002. godine Indija je s tvrtkom Israel Military Industries (IMI) potpisala ugovor vrijedan oko 17,7 milijuna USD o kupnji 3.070 IMI Tavor pušaka za potrebe indijskih specijalnih snaga.[18] Razlog tome bila je ergonomija oružja, njegova pouzdanost na visoku temperaturu i pijesak, dizajn koji omogućuje brzo ciljanje / paljbu te mogućnost korištenja u bliskim borbama i u vojnim vozilima. 2005. godine Israel Military Industries je isporučio između 350 - 400 IMI Tavora indijskoj vojsci. Vojska je naknadno izjavila da "oružje operativno ne zadovoljava". Zbog toga su napravljene potrebne promjene a puška je prošla testiranja koja su tijekom 2006. obavljena u Izraelu, nakon čega je ugovorena dostavka pošiljke u Indiju. IMI Tavor je tada ušao u operativnu službu a oružje je tamo poznato kao Zittara (indijska licencna kopija).[19] Nove puške imale su kundak sastavljen od jednog dijela te novu optiku i 40 mm bacač granata MKEK T-40 turske proizvodnje.[20] U službu je ukupno uvedeno 5.500 pušaka.[21] Elitna marinska jedinica indijske mornarice također se priprema za uvođenje IMI Tavora. Očekuje se pošiljka od 500 TAR-21 pušaka i 30 IMI Galil snajperskih inačica ukupno vrijednih 3,3 milijuna USD. Isporuka se očekuje u prosincu 2010.[22]
- Kamerun: specijalne snage kamerunske vojske.[23]
- Kolumbija: specijalna jedinica kolumbijske vojske - Agrupación de Fuerzas Especiales Antiterroristas Urbanas koristi TAR-21.[24]
- Sjeverna Makedonija: specijalne snage makedonske policije.[25]
- Nigerija: nigerijska obavještajna zajednica koristi IMI Tavor kao primarnu automatsku pušku za taktičke jedinice i jedinice bliske podrške. Time je TAR-21 zamijenio Uzi.[26]
- Portugal: malu količinu TAR-21 koristi intervantna jedinica portugalske policije - Polícia Judiciária za potrebe operacija talačkih kriza koje se u Portugalu rješavaju uz suradnju s jedinicama za specijalne operacije i nacionalnom republičkom gardom. TAR-21 je sudjelovao na natječaju za uvođenje nove jurišne puške u portugalske oružane snage i policijsku jedinicu za specijalne operacije, gdje se pregovaralo o lokalnoj proizvodnji IMI Tavora u Portugalu. Međutim, puška nije ušla u uži krug a natječaj je u međuvremenu poništen zbog kritika upučenih politici i vojsci o namjernom favoriziranju njemačke puške Heckler & Koch G36.[27][28]
- SAD: američka podružnica izraelskog IWI-ja objavila je u kolovozu 2013. da je policija savezne države Pennsylvanije postala korisnikom modela Tavor SAR, inačice koja je dizajnirana za američko tržište.[29] U srpnju sljedeće godine policija Lakewood iz New Jerseyja postala je novom korisnicom Tavor SAR-a.[30]
- Tajland: Kraljevska tajlandska vojska je kupila 15.000 TAR-21 pušaka. Druga narudžba od 15.037 pušaka je naručena 9. rujna 2008. godine.[31] Dodatnih 13.868 pušaka ukupno vrijednih 27,77 milijuna USD je plaćeno na tri rate.[32]
- Turska: specijalne snage turske vojske.[33]
- Ukrajina: Jurij Lutšenko, ministar ukrajinskog Ministarstva unutarnjih poslova je 1. listopada 2008. godine izjavio da će domaća istraživačko-proizvodna tvrtka RPC Fort i izraelska tvrtka Israel Weapon Industries zajednički proizvoditi jurišne puške IMI Tavor TAR-21 koje će ući u uporabu specijalnih snaga ukrajinske vojske i policije.[34][35]
- Vijetnam: TAR-21 je trenutačno u uporabi vijetnamskih marinaca. Nepoznata je informacije da li je oružje uvezeno u zemlju ili se na temelju licence proizvodi u Vijetnamu.[36]

## Vanjske poveznice
- TAVOR TAR-21 5.56 mm
- Micro TAVOR MTAR-21 5.56 mm / 9 x 19 mm
- World.guns.ru  Arhivirana inačica izvorne stranice od 12. studenoga 2016. (Wayback Machine)
- Enemy Forces.com
- Višenamjensko streljivo za IMI Tavor
- Zittara - indijska licencna kopija